# Campeonato Mundial de Esqui Estilo Livre de 2017 - Moguls masculino
A prova do moguls masculino do Campeonato Mundial de Esqui Estilo Livre de 2017 foi disputada no dia 8 de março em Serra Nevada,na Espanha.  Participaram 51 esquiadores de 18 nacionalidades.

## Medalhistas
| Ouro                  | Prata                | Bronze                 |
| Ikuma Horishima (JPN) | Benjamin Cavet (FRA) | Mikaël Kingsbury (CAN) |

## Resultados

### Qualificação
51 esquiadores participaram do processo qualificatório. Os 18 melhores avançaram para a final.
| Pos. | Bib | Esquiador            | Nacionalidade  | Corrida 1 | Corrida 2 | Notas |
| ---- | --- | -------------------- | -------------- | --------- | --------- | ----- |
| 1    | 19  | Ikuma Horishima      | Japão          | 91.08     |           | Q     |
| 2    | 1   | Mikaël Kingsbury     | Canadá         | 87.38     |           | Q     |
| 3    | 3   | Matt Graham          | Austrália      | 81.56     |           | Q     |
| 4    | 16  | Thomas Rowley        | Estados Unidos | 81.36     |           | Q     |
| 5    | 5   | Dmitriy Reiherd      | Cazaquistão    | 80.09     |           | Q     |
| 6    | 14  | Marco Tadé           | Suíça          | 79.46     |           | Q     |
| 7    | 7   | Bradley Wilson       | Estados Unidos | 79.38     |           | Q     |
| 8    | 8   | Brodie Summers       | Austrália      | 79.29     |           | Q     |
| 9    | 27  | Vinjar Slatten       | Noruega        | 79.28     |           | Q     |
| 10   | 2   | Benjamin Cavet       | França         | 75.75     | 81.37     | Q     |
| 11   | 12  | Jimi Salonen         | Finlândia      | 78.59     | 81.25     | Q     |
| 12   | 24  | Tevje Lie Andersen   | Noruega        | 77.40     | 80.23     | Q     |
| 13   | 9   | Marc-Antoine Gagnon  | Canadá         | 78.13     | 80.00     | Q     |
| 14   | 11  | Sacha Theocharis     | França         | 78.26     | 79.58     | Q     |
| 15   | 4   | Philippe Marquis     | Canadá         | 77.33     | 79.31     | Q     |
| 16   | 23  | Jussi Penttala       | Finlândia      | 78.72     | 78.77     | Q     |
| 17   | 28  | Rohan Chapman-Davies | Austrália      | 74.84     | 78.31     | Q     |
| 18   | 15  | Anthony Benna        | França         | 78.01     | DNF       | Q     |
| 19   | 20  | Dylan Walczyk        | Estados Unidos | 77.90     | 77.24     |       |
| 20   | 13  | Choi Jae-woo         | Coreia do Sul  | 77.86     | 48.89     |       |
| 21   | 30  | Jules Escobar        | França         | 77.24     | 71.19     |       |
| 22   | 6   | Troy Murphy          | Estados Unidos | 76.61     | 76.22     |       |
| 23   | 17  | Daichi Hara          | Japão          | 74.34     | 76.41     |       |
| 24   | 26  | Nobuyuki Nishi       | Japão          | 75.36     | 74.66     |       |
| 25   | 38  | Andrey Makhnev       | Rússia         | 75.02     | 47.76     |       |
| 26   | 35  | Julius Garbe         | Alemanha       | 73.49     | 74.45     |       |
| 27   | 34  | Pavel Kolmakov       | Cazaquistão    | 72.96     | 73.85     |       |
| 28   | 18  | Sho Endo             | Japão          | 73.68     | 73.76     |       |
| 29   | 33  | James Matheson       | Austrália      | 73.13     | 73.14     |       |
| 30   | 31  | Egor Anufriev        | Rússia         | 72.38     |           |       |
| 31   | 42  | Evgeniy Gedrovich    | Rússia         | 71.88     |           |       |
| 32   | 25  | Seo Myung-joon       | Coreia do Sul  | 71.63     |           |       |
| 33   | 37  | Topi Kanninen        | Finlândia      | 71.09     |           |       |
| 34   | 21  | Laurent Dumais       | Canadá         | 69.05     |           |       |
| 35   | 36  | Olli Penttala        | Finlândia      | 68.06     |           |       |
| 36   | 45  | Albin Holmgren       | Suécia         | 67.23     |           |       |
| 37   | 50  | Oleg Tsinn           | Cazaquistão    | 60.38     |           |       |
| 38   | 44  | Daniel Honzig        | Chéquia        | 59.59     |           |       |
| 39   | 43  | Yang Zhao            | China          | 58.46     |           |       |
| 40   | 49  | Suning Ning          | China          | 54.15     |           |       |
| 41   | 53  | Martin Romero        | Espanha        | 50.38     |           |       |
| 42   | 41  | Mingwei Dong         | China          | 46.94     |           |       |
| 43   | 51  | Jannick Fjeldsoe     | Dinamarca      | 46.71     |           |       |
| 44   | 22  | Walter Wallberg      | Suécia         | 45.67     |           |       |
| 45   | 52  | Sergiy Chmel         | Ucrânia        | 38.02     |           |       |
| 46   | 38  | Chen Kang            | China          | 31.84     |           |       |
| 47   | 46  | Oskar Elofsson       | Suécia         | 18.67     |           |       |
| 48   | 48  | Oleh Masyra          | Ucrânia        | 17.41     |           |       |
|      | 32  | Kim Ji-hyon          | Coreia do Sul  | DNF       |           |       |
|      | 40  | Dmitriy Barmashov    | Cazaquistão    | DNF       |           |       |
|      | 47  | Loke Nilsson         | Suécia         | DNF       |           |       |

### Final
Os 18 esquiadores disputaram no dia 8 de março a final da prova.
| Pos.              | Bib | Esquiador            | Nacionalidade  | Corrida 1 | Corrida 2 |
| ----------------- | --- | -------------------- | -------------- | --------- | --------- |
| Medalha de ouro   | 19  | Ikuma Horishima      | Japão          | 85.96     | 88.54     |
| Medalha de prata  | 2   | Benjamin Cavet       | França         | 84.34     | 87.11     |
| Medalha de bronze | 1   | Mikaël Kingsbury     | Canadá         | 86.59     | 82.85     |
| 4                 | 14  | Marco Tadé           | Suíça          | 83.18     | 82.64     |
| 5                 | 7   | Bradley Wilson       | Estados Unidos | 83.60     | 80.56     |
| 6                 | 15  | Anthony Benna        | França         | 83.19     | 80.11     |
| 7                 | 27  | Vinjar Slatten       | Noruega        | 82.67     |           |
| 8                 | 11  | Sacha Theocharis     | França         | 81.60     |           |
| 9                 | 16  | Thomas Rowley        | Estados Unidos | 81.54     |           |
| 10                | 26  | Marc-Antoine Gagnon  | Canadá         | 80.86     |           |
| 11                | 8   | Brodie Summers       | Austrália      | 79.58     |           |
| 12                | 12  | Jimi Salonen         | Finlândia      | 79.28     |           |
| 13                | 23  | Jussi Penttala       | Finlândia      | 79.24     |           |
| 14                | 3   | Matt Graham          | Austrália      | 78.09     |           |
| 15                | 28  | Rohan Chapman-Davies | Canadá         | 76.93     |           |
| 16                | 4   | Philippe Marquis     | Canadá         | 75.67     |           |
| 17                | 24  | Tevje Lie Andersen   | Noruega        | 75.12     |           |
| 18                | 5   | Dmitriy Reiherd      | Cazaquistão    | 74.98     |           |

Legenda
| Recorde mundial       | Recorde mundial (World record)               |                       | Recorde africano                      | Recorde africano (African) |                                           | Q | Classificado por posição (Qualified) |
| Recorde do campeonato | Recorde do campeonato (Championship record)  | Recorde da América    | Recorde da América (Americas)         | q                          | Classificado por melhor tempo (Qualified) |   |                                      |
| Melhor marca do ano   | Melhor marca do ano (World leading)          | Recorde asiático      | Recorde asiático (Asian)              | DNS                        | Não largou (Did not start)                |   |                                      |
| Recorde nacional      | Recorde nacional (National record)           | Recorde europeu       | Recorde europeu (European)            | DNF                        | Não terminou (Did not finish)             |   |                                      |
| Recorde pessoal       | Recorde pessoal do atleta (Personal best)    | Recorde da Oceania    | Recorde da Oceania (Oceania)          | DSQ / DQ                   | Desclassificado (Disqualified)            |   |                                      |
| Recorde da temporada  | Recorde da temporada do atleta (Season best) | Recorde sul-americano | Recorde sul-americano (South America) | NM                         | Sem marca (No mark)                       |   |                                      |